# Duell mit dem Tod (1949)
Duell mit dem Tod ist ein den österreichischen Widerstand im Dritten Reich thematisierendes, österreichisches Filmdrama aus dem Jahre 1949 von Paul May (Regie und Drehbuch) und G. W. Pabst (Drehbuch und Produktion) mit Rolf von Nauckhoff in der Hauptrolle.

## Handlung
Der Film erzählt seine Handlung in zahlreichen Rückblenden. Inmitten des Zweiten Weltkriegs unterrichtet der Wiener Professor Dr. Ernst Romberg Physik. In seinen Vorlesungen macht der Dozent keinen Hehl daraus, dass er das nationalsozialistische Regime verabscheut. Prompt wird er eines Tages denunziert und 1942 zum Kriegsdienst verpflichtet. Seinen militärischen Drill erlernt er auf einem Kasernenhof. Als ein Kamerad wegen zehntägiger Urlaubsüberschreitung zum Tode verurteilt wird und ein zackiger, regimetreuer Oberleutnant Romberg vor versammelter Mannschaft verbal niedermacht, nutzt der Akademiker einen Tieffliegerangriff dazu, den Vorgesetzten niederzustrecken und sich vom Hof zu machen. Die Gestapo im Genick, flieht Romberg ziellos umher und gerät dabei auf einem Bahnhof in eine Razzia der SS. In der SD-Dienstbaracke kann er eine Hauptsturmführer-Uniform an sich nehmen. Nun erscheint seine Flucht weniger gefährlich.
Der katholische Landpfarrer Menhardt nimmt Romberg vorübergehend auf und kann dafür sorgen, dass Maria Romberg, die inzwischen in Sippenhaft genommen wurde, wieder freikommt. Aus dem Deserteur Romberg wird dank gefälschter Dienststempel der Standartenführer Immermann, der, wie es in seinen Papieren heißt, „im besonderem Auftrag“ mit entsprechend respekteinflößendem Dienstsiegel („Reichssicherungshauptamt - Abt. IV“) unterwegs sei. Rombergs Uniform sorgt dafür, dass man vor ihm strammsteht und ihn nicht weiter mit lästigen Fragen behelligt. Um Dr. Romberg, seine Frau und Pfarrer Menhardt gruppiert sich im Lauf der Zeit eine Gruppe Widerstandskämpfer und österreichische Patrioten. Sie befreien Gleichgesinnte und hochrangig Gefährdete aus den Gestapo-Gefängnissen, warnen Juden vor deren Abtransport und bringen diese schließlich in Sicherheit.
Eines Tages kommt es zu einem tragischen Zwischenfall, der sich für Romberg nach Kriegsende 1945 noch als verhängnisvoll erweisen soll. Er begegnet dem tschechoslowakischen Buchdrucker Franz Lang, der nächtens heimlich und im Untergrund Flugblätter herstellt. Eines Tages ist der Mann verschwunden und mit ihm ein Unteroffizier, der auf dem Wehrmeldeamt falsche Wehrpässe ausstellte. In der Verkleidung eines Oberführer Redwitz holt Romberg den verhafteten Lang aus der SD-Leitstelle Innsbruck ab und befreit diesen aus einem Untersuchungsgefängnis. Der mit Adressen ausgestattete Lang kann seine antinazistische Aktivität fortsetzen. Doch offensichtlich ist ihm ein fataler Irrtum unterlaufen. Denn Dr. Romberg und seine Getreuen lesen auf einem offiziellen Ankündiger, dass „der Buchdrucker Franz Lang in Linz hingerichtet“ worden sein soll. Ganz offensichtlich haben Romberg und seine Leute den falschen Lang befreit, einen Schneidermeister, der als Schwarzhörer verhaftet worden war. Rombergs Männer kannten den Buchdrucker Lang nicht.
Jetzt, wo der befreite Franz Lang auf der Flucht ist, wird dieser erneut von der Gestapo verfolgt. Romberg ahnt die Gefahr und verhaftet nolens volens in seiner neuen Maskierung als Sturmbannführer Busch den Schneidermeister. In einem strengen Verhör verrät Lang dem falschen SS-Mann alle Namen. Lang ist zum gefährlichen Mitwisser geworden und gefährdet somit alle zukünftigen Untergrundaktivitäten. Als schließlich die wirkliche Gestapo ante portas steht, fällt ein Schuss. Romberg erklärt seinen Leuten, dass sich Lang selbst gerichtet habe. Nach dem Krieg klagt wegen dieser Begebenheit ein US-amerikanisches Militärgericht Dr. Romberg wegen Mordes an. Die Gerichtsverhandlung lässt die verworrenen und vielschichtigen Handlungsabläufe in vielen Rückblenden Revue passieren. Romberg sieht sich in einer wenigstens moralischen Schuld und bekennt sich als schuldig, gemäß der Anklage. Er sagt aus: „Meine Begleiter irren, Lang hat nicht, wie ich ihnen damals sagte, Selbstmord begangen. Es war das Ziel meiner Gruppe, Menschenleben zu retten.“ Dennoch wird Dr. Romberg freigesprochen. Man erkennt seine Widerstandsaktivitäten an und auch die extreme Situation, die er sich als Anführer ausgesetzt sah. Die Tötung Langs wird als Akt der Notwehr angesehen, um den Widerstand, den Kampf gegen das Böse in Gestalt eines verbrecherischen Regimes, nicht zu gefährden.

## Produktionsnotizen
Duell mit dem Tod entstand im Frühjahr 1949 in den Wiener Rosenhügel-Ateliers mit Außenaufnahmen aus Wien und Umgebung sowie Aspern. Er wurde am 15. Juli 1949 auf dem Locarno Film Festival uraufgeführt. Die Wiener Premiere war am 2. Dezember 1949, die deutsche am 28. Juli 1950 in Berlin.
Produzent G. W. Pabst hatte auch die künstlerische Oberleitung. Georg M. Reuther übernahm die Produktionsleitung. Otto Pischinger entwarf die Filmbauten.
Der Film, der auch unter den Titeln „Am Rande des Lebens“ und „Der Eid des Professor Romberg“ verliehen wurde, erhielt vom Land Nordrhein-Westfalen das Prädikat „künstlerisch hochstehend“.

## Wissenswertes
Wie Der Spiegel vermerkte, ist der Film in weiten Teilen authentisch. “Die Erlebnisse von Freunden Paul Mays sind darin enthalten, und das Romberg-Schicksal ist an vielen Stellen Paul Mays eigene Biographie”.

## Kritiken
„Im "Duell mit dem Tode" blieb alles echt, von den SS-Schulterklappen bis zur amerikanischen MP-Station, wo der Film mit der Anzeige gegen Romberg beginnt. Das Spinnengewebe der SD-Maschinerie wird vom kleinen Biertischspitzel bis zum Prügelbullen in allen Stufen scharf gezeichnet. Auch der Jargon ist maßgerecht, vom sinnlos schnauzenden Kasernenhof-Ausbilder bis zum Kruzifix zertrümmernden "Alten Kämpfer". Es gibt Szenen, die bis zur Gänsehaut schaudern machen. May kennt sich aus eigener Erfahrung aus. Mit der Gestapo hatte er oft zu tun. Auch er ging von August 1944 bis Kriegsende Untergrund. Er hatte sich mit Dienstsiegeln und Papieren beim OKW eingedeckt.“

„Seine Rasanz, sein raffinierter Rhythmus, seine vibrierende Spannung ist (…) atemberaubend. Dergleichen ist kaum einem unserer Nachkriegsfilme gelungen. Und nur wenige unserer Nachkriegsfilme hatten diesen zupackenden filmischen Stil.“

Im Lexikon des Internationalen Films heißt es: „Künstlerisch wie politisch eindrucksvolles Drama.“
“Wien unter den Nazis. Ist Widerstand möglich? Eine schwerwiegende ethische Frage ist dabei: Darf, wer im Widerstand ist, auch töten? Paul May und G. W. Pabst drehen diesen Film 1949, zu einer Zeit also, in der die meisten Menschen kaum Fragen nach Schuld oder Verantwortung stellen oder gar ihre eigene Rolle zwischen 1938 und 1945 hinterfragen wollen.”